# Liste der deutschen Botschafter in Mexiko
Die Liste der deutschen Botschafter in Mexiko enthält die jeweils ranghöchsten Vertreter des Norddeutschen Bundes, des Deutschen Reichs und der Bundesrepublik Deutschland in Mexiko. Sitz der Botschaft ist in Mexiko-Stadt.

## Norddeutscher Bund/Deutsches Reich
| Name                                             | Amtszeit  | Anmerkungen                                              |
| ------------------------------------------------ | --------- | -------------------------------------------------------- |
| Anton Freiherr von Magnus                        | 1866–1867 | Preußischer Ministerresident und Generalkonsul in Mexiko |
| Kurd von Schlözer                                | 1869–1871 | Preußischer Ministerresident in Mexiko                   |
| Gustav Adolf von Enzenberg                       | 1872–1875 |                                                          |
| Rudolf Friedrich Le Maistre                      | 1875–1879 |                                                          |
| Ludwig von Wäcker-Gotter                         | 1879–1888 |                                                          |
| Curt von Zedwitz                                 | 1888–1891 |                                                          |
| Egmont von Winckler                              | 1892–1896 |                                                          |
| Clemens von Ketteler                             | 1896–1899 |                                                          |
| Edmund Friedrich Gustav von Heyking              | 1899–1904 |                                                          |
| Hans von Wangenheim                              | 1904–1908 |                                                          |
| Carl Gottlieb Bünz                               | 1908–1911 |                                                          |
| Radolf von Kardorff                              | 1911      |                                                          |
| Paul von Hintze                                  | 1911–1914 |                                                          |
| Heinrich von Eckardt                             | 1914–1919 |                                                          |
| Adolf Maria Maximilian de Garnerin von Montgelas | 1920–1924 |                                                          |
| Eugen Johann Will                                | 1924–1933 |                                                          |
| Walter Zechlin                                   | 1933      |                                                          |
| Heinrich Rüdt von Collenberg                     | 1933–1941 |                                                          |
| Abbruch der Beziehungen am 26. Dezember 1941     |           |                                                          |

## Bundesrepublik Deutschland

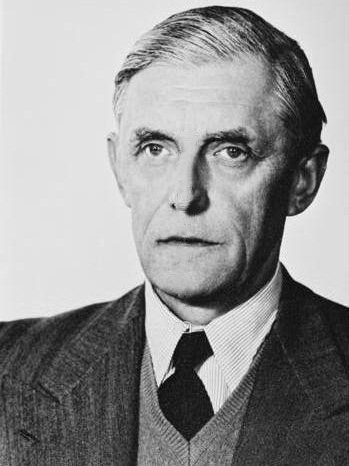
Fritz von Twardowski (1951)

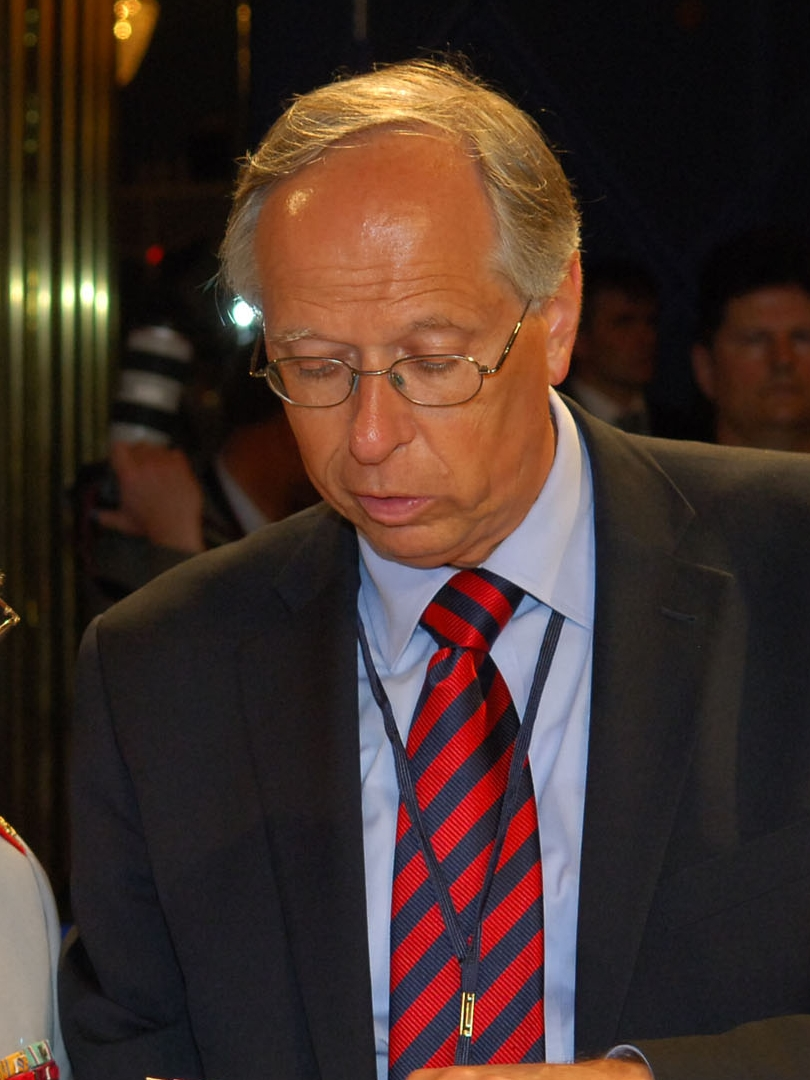
Edmund Duckwitz (2007)

| Name                                    | Amtszeit  |
| --------------------------------------- | --------- |
| Fritz von Twardowski                    | 1952–1955 |
| Gebhardt von Walther                    | 1956–1958 |
| Walther Hess                            | 1959–1960 |
| Richard Hertz                           | 1960–1961 |
| Kurt-Fritz von Graevenitz               | 1961–1963 |
| Günter Seeliger                         | 1963–1966 |
| Carl August Zapp                        | 1966–1969 |
| Kurt von Tannstein                      | 1969–1971 |
| Hans Schwarzmann                        | 1971–1975 |
| Norman Dencker                          | 1976–1981 |
| Jürgen Sudhoff                          | 1981–1982 |
| Heinz Dittmann                          | 1983–1987 |
| Hans-Werner Graf Finck von Finckenstein | 1987–1990 |
| Peter Dingens                           | 1990–1994 |
| Horst Palenberg                         | 1994–1997 |
| Werner Reichenbaum                      | 1997–1999 |
| Wolf-Ruthart Born                       | 1999–2003 |
| Eberhard Kölsch                         | 2003–2005 |
| Roland Michael Wegener                  | 2006–2010 |
| Edmund Duckwitz                         | 2010–2014 |
| Viktor Elbling                          | 2014–2018 |
| Peter Tempel                            | 2018–2022 |
| Wolfgang Dold                           | 2022–2024 |
| Clemens von Goetze                      | seit 2024 |

## Preußische Gesandte und Generalkonsuln (vor 1871)
1838: Aufnahme diplomatischer Beziehungen
- 1838–1845: Friedrich von Gerolt (1797–1879)
- 1846–1850: Ferdinand Conrad Seiffart (1802–1877)
- 1851–1854: Emil von Richthofen (1810–1895)
- 1859–1865: Johann Emil von Wagner (1805–1888)
- 1865–1867: Anton Freiherr von Magnus (1821–1882)
- 1867–1868: unbesetzt
- 1869–1871: Kurd von Schlözer (1822–1894)

Ab 1867: Gesandter des Norddeutschen Bunds, ab 1871: Gesandter des Deutschen Reichs (siehe oben)